# 861

## Nașteri
- 1 noiembrie: Abdullah ibn al-Mu'tazz, poet și critic literar arab (d. 908)

## Decese
- Ademar de Salerno, principe de Salerno din 853 și fiul principelui-uzurpator de Salerno, Petru (n. ?)

- Lando I de Capua, conte de Capua din 843 (n. ?)